# Bounce (canção de Iggy Azalea)
Nota:Não confundir Bounce com Mo Bounce. 
"Bounce" é um single da rapper australiana Iggy Azalea,  lançado em 2013. A canção foi incluída na versão deluxe de seu primeiro álbum de estúdio, The New Classic (2014). "Bounce" foi lançada na Austrália em 24 de maio de 2013 e no Reino Unido em 8 de julho do mesmo ano, pela Mercury Records. "Bounce" é o segundo single do álbum de The New Classic na Europa e na Austrália. A canção faz parte de trilha sonora do filme Vampire Academy de Mark Waters.

## Antecedentes
Em 15 de abril de 2013, o VEVO anuncia Azalea como a segunda artista do LIFT de 2013 e que ela iria filmar atuações ao vivo, moda e peças de estilo e entrevistas behind-the-scenes do festival, como parte da campanha de oito semanas de duração. Também foi revelado que o videoclipe da canção iria estrear no final do mês.
Em 26 de abril de 2013, Annie Mac estreou o segundo single europeu de Azalea, "Bounce", em seu programa na BBC Radio 1. A faixa foi então rapidamente carregada na página oficial de Azalea no SoundCloud e em seu canal no YouTube.

## Recepção da crítica
"Bounce" recebeu críticas positivas dos críticos, que consideraram a canção como a mais comercial da Azalea até então. Sam Lansky, do site Idolator escreveu o seguinte sobre o singleː "[Azalea] combina o rap rápido, com o qual ela ganhou popularidade, com uma canção de batida club-friendly e que é a coisa mais comercial que já ouvi falar dela até hoje — mais até do que o trap 'Work'."

## Videoclipe
O videoclipe para a canção foi filmado em abril de 2013, em Mumbai, na Índia e estreou em 6 de maio de 2013, no VEVO. Dirigido pela BRTHR Films, os visuais seguem uma temática Bollywood.
Ao ser entrevistada sobre a gravação do vídeo, Azalea cita como um dos destaques de sua carreira. "Filmar 'Bounce' na Índia foi surreal, é tão louco sonhar algo tão grande e realmente ver isso acontecer."

## Lista de faixas
Download digital
1. "Bounce" – 2:47

EP
1. "Bounce" – 2:47
2. "Bounce (DJ Green Lantern's Trap Remix)" – 4:24
3. "Bounce (Instrumental)" - 2:46
4. "Bounce (Acappella)" - 2:46

## Desempenho nas tabelas musicais
| Tabela musical (2013)   | Melhor posição |
| ----------------------- | -------------- |
| Australian Urban (ARIA) | 18             |

## Histórico de lançamento
| País        | Data               | Formato          |
| ----------- | ------------------ | ---------------- |
| Austrália   | 24 de maio de 2013 | Download digital |
| Reino Unido | 8 de julho de 2013 | Download digital |